# 1960
- Wikisource

| Calendário gregoriano                                                        | 1960 MCMLX                          |
| Ab urbe condita                                                              | 2713                                |
| Calendário arménio                                                           | 1409 – 1410                         |
| Calendário bahá'í                                                            | 116 – 117                           |
| Calendário budista                                                           | 2504                                |
| Calendário chinês                                                            | 4656 – 4657 Início a 28 de janeiro  |
| Calendário copta                                                             | 1676 – 1677                         |
| Calendário etíope                                                            | 1952 – 1953                         |
| Calendários hindus - Vikram Samvat - Calendário nacional indiano - Cáli Iuga | 2015 – 2016 1881 – 1882 5060 – 5061 |
| Calendário Holoceno                                                          | 11960                               |
| Calendário islâmico                                                          | 1380 – 1381                         |
| Calendário judaico                                                           | 5720 – 5721 Início a 22 de setembro |
| Calendário persa                                                             | 1338 – 1339 Início a 21 de março    |
| Calendário rúnico                                                            | 2210                                |
| Calendário solar tailandês                                                   | 2503                                |

- Wikisource

| Calendário gregoriano                                                        | 1960 MCMLX                          |
| Ab urbe condita                                                              | 2713                                |
| Calendário arménio                                                           | 1409 – 1410                         |
| Calendário bahá'í                                                            | 116 – 117                           |
| Calendário budista                                                           | 2504                                |
| Calendário chinês                                                            | 4656 – 4657 Início a 28 de janeiro  |
| Calendário copta                                                             | 1676 – 1677                         |
| Calendário etíope                                                            | 1952 – 1953                         |
| Calendários hindus - Vikram Samvat - Calendário nacional indiano - Cáli Iuga | 2015 – 2016 1881 – 1882 5060 – 5061 |
| Calendário Holoceno                                                          | 11960                               |
| Calendário islâmico                                                          | 1380 – 1381                         |
| Calendário judaico                                                           | 5720 – 5721 Início a 22 de setembro |
| Calendário persa                                                             | 1338 – 1339 Início a 21 de março    |
| Calendário rúnico                                                            | 2210                                |
| Calendário solar tailandês                                                   | 2503                                |

1960 (MCMLX, na numeração romana) foi um ano bissexto do século XX que começou numa sexta-feira, segundo o calendário gregoriano. As suas letras dominicais foram CB. A terça-feira de Carnaval ocorreu a 1 de março e o domingo de Páscoa a 17 de abril. Segundo o horóscopo chinês, foi o ano do Rato, começando a 28 de janeiro.

| Evento                                                   | Data            | Hora  |
| -------------------------------------------------------- | --------------- | ----- |
| Aquário                                                  | 21 de janeiro   | 01:10 |
| Peixes                                                   | 19 de fevereiro | 15:27 |
| primavera no hemisfério norte e outono no hemisfério sul |                 |       |
| Carneiro/equinócio                                       | 20 de março     | 14:43 |
| Touro                                                    | 20 de abril     | 02:06 |
| Gémeos                                                   | 21 de maio      | 01:34 |
| verão no hemisfério norte e inverno no hemisfério Sul    |                 |       |
| Caranguejo/solstício                                     | 21 de junho     | 09:43 |
| Leão                                                     | 22 de julho     | 20:38 |
| Virgem                                                   | 23 de agosto    | 03:35 |
| Outono no Hemisfério Norte e Primavera no Hemisfério Sul |                 |       |
| Balança/equinócio                                        | 23 de setembro  | 00:59 |
| Escorpião                                                | 23 de outubro   | 10:02 |
| Sagitário                                                | 22 de novembro  | 07:19 |
| inverno no hemisfério norte e verão no hemisfério sul    |                 |       |
| Capricórnio/solstício                                    | 21 de dezembro  | 20:26 |

| UTC: Portugal Continental, Madeira, Guiné-Bissau e São Tomé e Príncipe Subtrair (-): 1 h nos Açores e Cabo Verde 2 h nas Ilhas oceânicas brasileiras 3 h em Brasília, em Goiás, na Amazônia Oriental Brasileira e no nordeste, sudeste e sul brasileiros 4 h na Amazônia Ocidental Brasileira, Mato Grosso e Mato Grosso do Sul 5 h no Acre e sudoeste do Amazonas Adicionar (+): 1 h em Angola e Guiné Equatorial 2 h em Moçambique 8 h em Macau 9 h em Timor-Leste. |
| Adicionar uma hora durante a vigência do horário de verão: Portugal Continental : De 3 de abril a 2 de outubro de 1960 |

| Ano completo                          |
| ------------------------------------- |
| Ano bissexto com início à sexta-feira |

## Eventos
- Ano Mundial dos Refugiados, pela ONU.

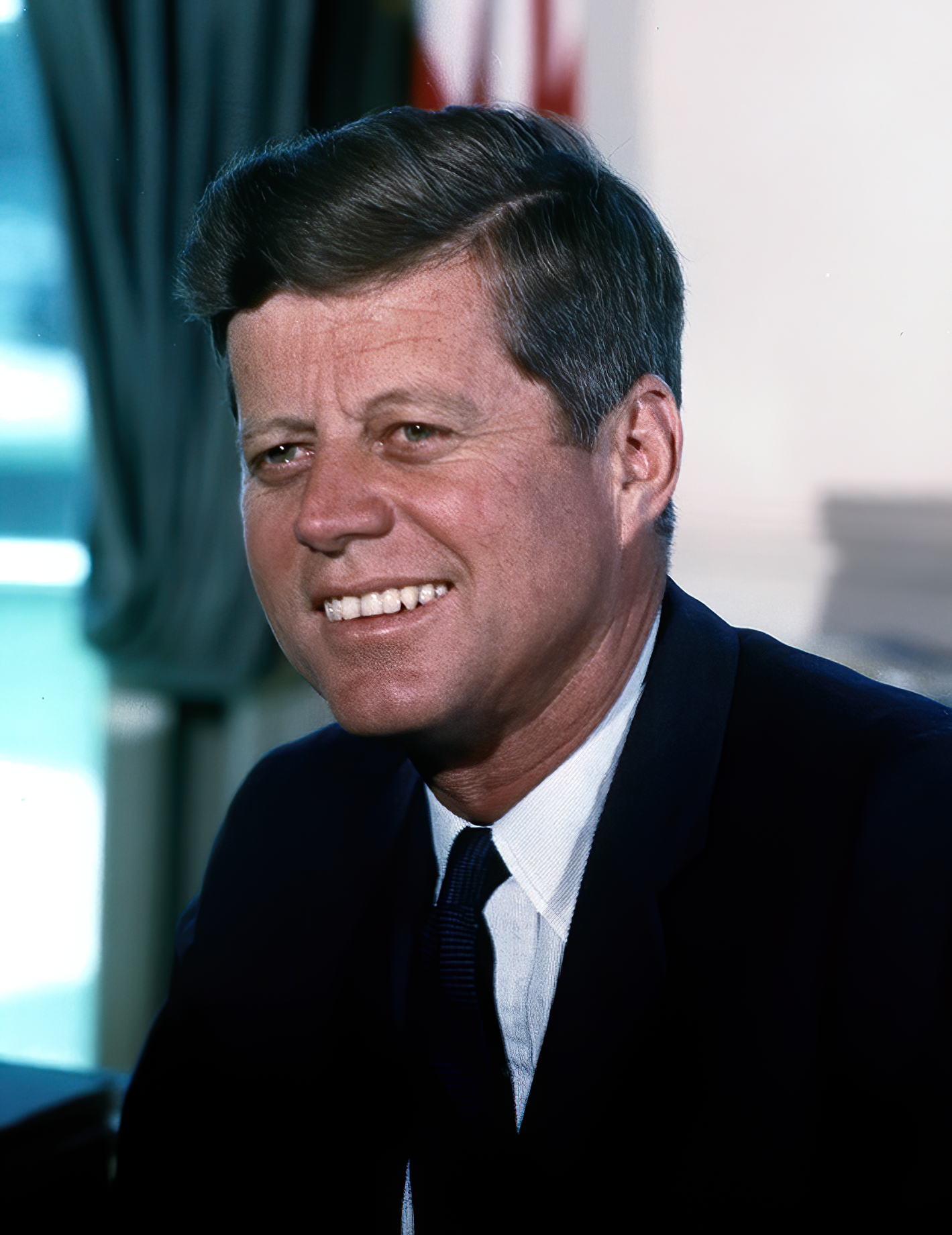
John F. Kennedy é o 35º Presidente dos Estados Unidos.

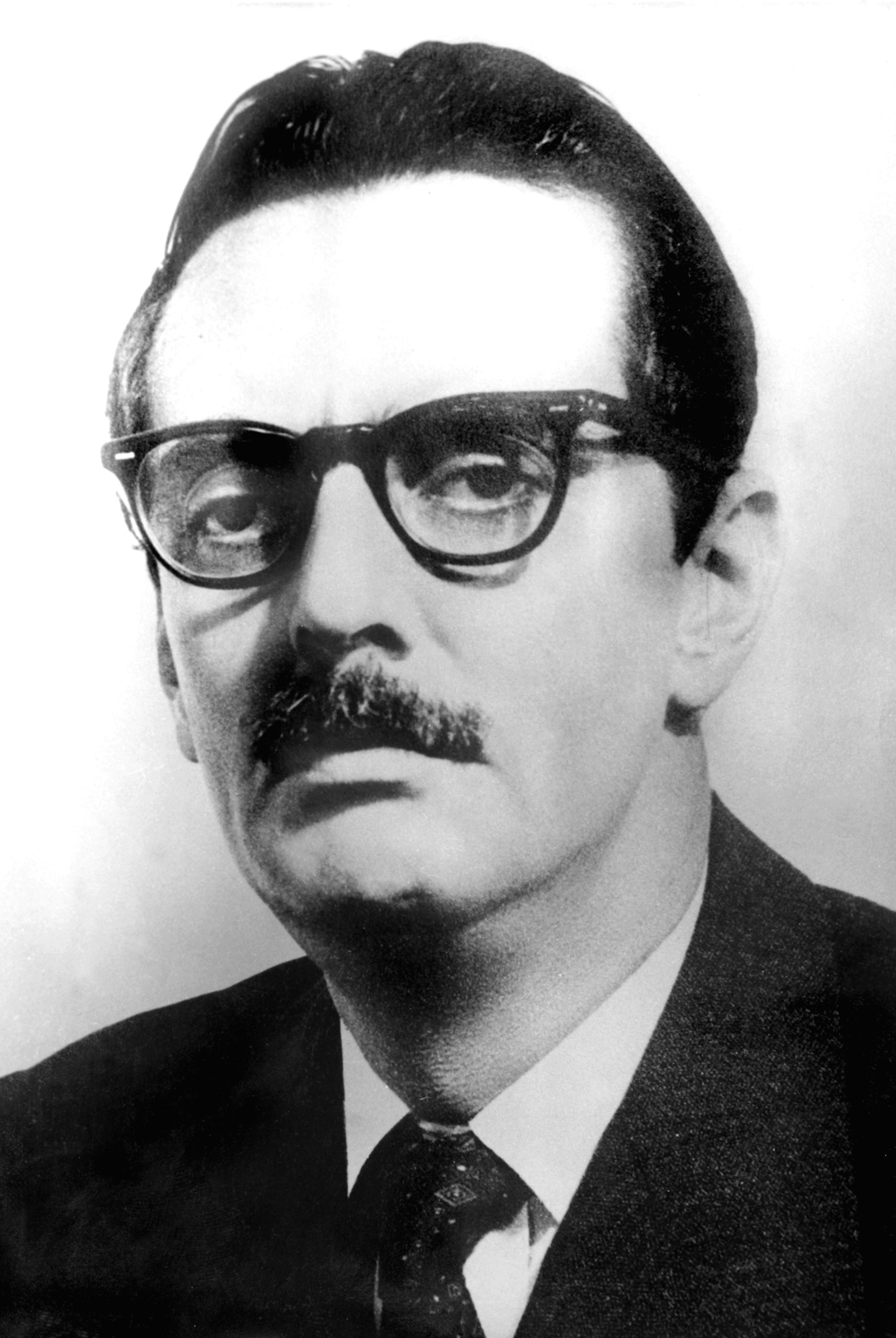
Jânio Quadros, 22º Presidente eleito do Brasil.

### Janeiro
- 1 de janeiro
  - Independência de Camarões e Independência da Nigéria.
  - O jornal brasileiro Folha de S.Paulo é lançado em substituição à Folha da Manhã.

### Fevereiro
- 18 de fevereiro - Independência da Gâmbia.

### Março
- 29 de março - O Festival Eurovisão da Canção 1960 é realizado, Katye Boyle foi a apresentadora do evento que foi ganho por Jacqueline Boyer que representou a França com a canção "Tom Pillibi".

### Abril
- 19 de abril - Estudantes da Coreia do Sul realizam um protesto pró-democracia em todo o país contra o presidente Syngman Rhee, mais tarde, forçando-o a renunciar.
- 21 de abril - Inauguração de Brasília, a nova capital do Brasil.
- 21 de abril - Inauguração do Distrito Federal, o novo distrito federal do Brasil.
- 27 de abril - Independência do Togo.

### Maio
- 1 de maio - O Incidente com avião U-2 em 1960 acaba acontecendo, o tal avião estava fazendo algum tipo de espionagem para os Estados Unidos foi abatido sobre a União Soviética; O piloto do avião, Francis Gary Powers sobreviveu à queda.
- 18 de maio - Real Madrid Club de Fútbol vence a Taça dos Clubes Campeões Europeus de 1959–60
- 22 de maio - Ocorreu o maior terremoto da história. Com epicentro na cidade de Valdívia e com magnitude 9,5, o Grande Terremoto do Chile deixou 6 mil mortos.
- 27 de maio - O Golpe de Estado na Turquia em 1960 é realizado; foi um golpe de Estado encenado por um grupo de oficiais do exército turco, contra o governo democraticamente eleito do Partido Democrático em 27 de maio de 1960; no final das contas, o golpe foi bem-sucedido.

### Junho
- 19 de junho - O Club Atlético Peñarol vence a Copa Libertadores da América de 1960.
- 26 de junho - Independência de Madagáscar
- 29 de junho - O Esporte Clube Real de Brasília é fundado.
- 30 de junho - Independência da República Democrática do Congo.

### Julho
- 1 de julho
  - Independência da Somália.
  - Gana se torna uma república e Kwame Nkrumah o seu primeiro presidente, enquanto a rainha Elizabeth II deixa de ser a chefe de Estado.
- 5 de julho - A Crise do Congo começa.
- 6 de julho - O primeiro campeonato europeu, Copa das Nações Europeias de 1960 é realizada.
- 10 de julho - A Seleção Soviética de Futebol vence a Copa das Nações Europeias de 1960.

### Agosto
- 1 de agosto - Independência do Benim.
- 3 de agosto - Independência de Niger.
- 5 de agosto - Independência do Alto Volta, atualmente chamado de Burkina Faso
- 7 de agosto - Independência da Costa do Marfim.
- 11 de agosto - Independência do Chade.
- 13 de agosto - Independência da República Centro-Africana.
- 15 de agosto - Independência da República do Congo.
- 16 de agosto - Independência do Chipre.
- 17 de agosto - A Seleção Brasileira de Futebol vence a segunda competição sul-americana, a Taça do Atlântico 1960.
- 20 de agosto - Independência de Senegal.
- 26 de agosto - Jogos Olímpicos de Verão de 1960 é realizado na cidade de Roma e em outras seis cidades italianas.

### Setembro
- 6 de setembro - O Sociedade Esportiva Palmeiras vence o Campeonato Brasileiro de Futebol de 1960, originalmente denominado Taça Brasil pela CBD; O Palmeiras chegou a final e venceu os dois jogos contra o Fortaleza; faturando seu primeiro título brasileiro da história.
- 20 de setembro - Inauguração da TV Cultura.
- 22 de setembro - Independência de Mali
- 29 de setembro - A Taça dos Clubes Campeões Europeus de 1960–61 é iniciada.

### Outubro
- 3 de outubro - Eleições Presidenciais no Brasil. Jânio Quadros, apoiado pela UDN obtém 48% dos votos válidos e vence as eleições. Como vice-presidente é eleito o candidato governista João Goulart, do PSD-PTB.

### Novembro
- 8 de novembro - Eleições Presidenciais nos Estados Unidos. O Democrata John F. Kennedy é eleito Presidente dos Estados Unidos derrotando o Republicano e então Vice-presidente Richard Nixon, numa pequena margem de votos.
- 11 de novembro - uma facção das Forças Armadas da República do Vietnã (ARVN) tentou um golpe contra o regime do presidente sul-vietnamita Ngo Dinh Diem. O golpe fracassou quando a quinta e a sétima divisões do ARVN entraram em Saigon e derrotaram os rebeldes.
- 28 de novembro - Independência da Mauritania.

### Dezembro
- 13 de dezembro - O Golpe de Estado na Etiópia é iniciado; foi um golpe de Estado ocorrido na Etiópia que tentou derrubar o imperador Haile Selassie.

## Nascimentos
- 29 de janeiro - Felipe Pinheiro, ator e redator brasileiro (m. 1993).
- 8 de fevereiro - Noynoy Aquino, presidente das Filipinas de 2010 a 2016 (m. 2021).
- 23 de fevereiro - Naruhito, imperador do Japão.
- 21 de março - Ayrton Senna, piloto de automobilismo brasileiro (m. 1994).
- 7 de abril - Elaine Miles, atriz norte-americana.
- 5 de maio - Jorge Quiroga, economista e presidente da Bolívia de 2001 a 2002.[1]
- 04 de setembro - Damon Wayans, ator, comediante e escritor americano.
- 21 de setembro - Leopoldo Pacheco, ator e diretor brasileiro.
- 18 de outubro - Jean-Claude Van Damme, ator belga.
- 29 de outubro - Lídia Brondi, psicóloga e ex-atriz brasileira.
- 30 de outubro - Diego Maradona, futebolista e treinador argentino (m. 2020).

## Prêmio Nobel
- Física - Donald Arthur Glaser[2]
- Química - Willard Frank Libby[3]
- Medicina - Frank Macfarlane Burnet,[4] Peter Brian Medawar[4]
- Literatura - Saint-John Perse[5]
- Paz - Albert John Luthuli[6]

## Epacta e idade da Lua
| Epacta gregoriana | 5 (V)   |
| Idade da Lua      | Letra f |

## Por tema
- 1960 na arte
- 1960 no Brasil
- 1960 na ciência
- 1960 no cinema
- Desastres em 1960
- 1960 no desporto
- Divisões administrativas em 1960
- 1960 no jornalismo
- 1960 na literatura
- 1960 na música
- 1960 na política
- 1960 na rádio
- 1960 no teatro
- 1960 na televisão